# Виттарюд
Виттарюд (швед. Vittaryd) — городская агломерация в одноименном районе коммуны Юнгбю, которая находится в лене Крунуберг, Смоланд. Также является центром церковного прихода Виттарюд. Ближайший к нему город — небольшой Дёрарп, расположенный примерно в 3–4 км восточнее. Ещё один соседний город — Лаган, находящийся примерно в 7–8 км к югу от Виттарюда.

## Население
| Год  | Население, человек | Площадь, га |
| ---- | ------------------ | ----------- |
| 1960 | 240 ▲              | н/д         |
| 1965 | 233 ▼              | н/д         |
| 1970 | 314 ▲              | н/д         |
| 1980 | 341 ▲              | н/д         |
| 1990 | 340 ▼              | 69          |
| 1995 | 332 ▼              | 70          |
| 2000 | 318 ▼              | 71          |
| 2005 | 306 ▼              | 71          |
| 2010 | 318 ▲              | 71          |
| 2015 | 304 ▼              | 78          |
| 2020 | 326 ▲              | 82          |

## Инфраструктура
В городе находится Церковь Виттатюрд, а также детский сад и дошкольное учреждение.

## Промышленность
Основная отрасль промышленности в Виттарюде — производство выхлопных систем для автомобилей. Весной 2014 года американская компания Tenneco перенесла значительную часть своего производства в шведский Гётеборг. Остальная часть производства продолжается на заводе Vittarydsverken AB. В Виттарюде также находится завод Dörr & Portbolaget AB, производящий двери и ворота.
Весной 2019 года в Виттарюде открылась пиццерия под названием «Samuels Träffpunkt».